# Густав Адольф Шеель
Густав Адольф Шеель (нім. Gustav Adolf Scheel; 22 листопада 1907, Розенберг — 25 березня 1979, Гамбург) — партійний діяч НСДАП, гауляйтер і рейхсштатгальтер, обергруппенфюрер СС  і генерал поліції. Доктор медичних наук.

## Біографія
Густав Адольф Шеель народився 22 листопада 1907 року в родині євангелістського пастора Вільгельма Шееля. З 1922 по 1928 відвідував гімназію Карла Фрідріха в Мангаймі. Будучи учнем, брав участь в правих колах німецького Молодіжного руху. З 1928 по 1930 рік вивчав право, економіку, богослов'я і медицину в університетах Тюбінгена і Гайдельберга.
У 1929 році вступив у Націонал-соціалістичний союз студентів Німеччини. У 1930 році організував так званий «Гумбелевський бунт», вимагаючи звільнення викладача-пацифіста Еміля Гумбеля, згодом вигнаного з університету. 1 жовтня 1930 року вступив у СА, 1 грудня — у НСДАП (партійний квиток № 391 271). З 1930 року був заступником голови Гайдельберзького студентства, а в 1931 році націонал-соціалістичною більшістю був обраний головою.
З 1932 року — керівник Південно-Західного округу Німецького студентського союзу. З січня по квітень 1933 був головою студентського комітету, брав активну участь в «чистці» Гайдельберзького студентства від євреїв, марксистів і пацифістів, в травні того ж року став організатором і оратором кампанії зі спалення книг. 17 квітня 1934 року був висунутий в керівництво Націонал-соціалістичного союзу студентів Німеччини, і після складання державного іспиту отримав ступінь доктора медицини.
13 вересня 1934 року залишив СА і через два дні перейшов у СС (квиток № 107 189). У тому ж році вступив у СД і почав швидко просуватися по кар'єрних сходах. З вересня 1935 року призначений керівником оберабшніта СД «Юго-Запад», одночасно з 1 жовтня 1936 року був інспектором поліції безпеки і СД в Штутгарті. Зі студентського середовища залучив до роботи в СД багатьох майбутніх керівників айнзатгрупп, таких як Вальтер Шталекер, Мартін Зандбергер, Ервін Вайнманн, Еріх Ерлінгер, Ойген Штаймле.
За «заслуги» перед студентством 22 листопада 1935 був обраний почесним сенатором Гейдельберзького університету. У червні 1936 року одружився з Елізабет Лотц (у них народилося четверо дітей). 5 листопада 1936 року указом Рудольфа Гесса був призначений імперським керівником студентів, що об'єднував Націонал-соціалістичний союз студентів Німеччини та Німецький студентський союз. У 1938 році обраний депутатом Рейхстагу від НСДАП в окрузі Кельн-Ахен. У жовтні 1940 року організував депортацію євреїв Карлсруе в концентраційний табір Гурс в зоні Режиму Віші, в рамках так званої «акції Вагнера-Бюркеля».
З 30 квітня по 24 листопада 1941 року був вищим керівником СС і поліції «Альпенланд» (зі штаб-квартирою в Зальцбурзі) і одночасно з 15 травня по 18 листопада — керівником оберабшніта СС «Альпенланд». 18 листопада 1941 призначений гауляйтером і 27 листопада рейхсштатгальтером Зальцбурга. Тоді ж вийшов з СД, але зберіг за собою посаду Імперського керівника студентів. З 11 грудня 1942 року — імперський комісар оборони 18-го військового округу (зі штаб-квартирою в Зальцбурзі). У 1944 році офіційно вийшов з церкви. 29 червня 1944 року призначений Імперським керівником викладачів вищих навчальних закладів (очолював Націонал-соціалістичний союз німецьких доцентів до 8 травня 1945 року). За політичним заповітом Гітлера 29 квітня 1945 року призначався імперським міністром культури, але призначення не відбулося. Після заняття американськими військами Зальцбурга 4 травня 1945 року Шеель втік.
14 травня заарештований американцями в Санкт-Файт. До 24 грудня 1947 року перебував у в'язницях і таборах для інтернованих, потім був відпущений. Після повторного інтернування, він був переведений в Гайдельберг для денацифікації. У 1948 році судом за денацифікації був визнаний «головним обвинуваченим» і засуджений до 5 років трудових таборів. Після апеляції 24 грудня 1948 був перекваліфікований в розряд «співучасників» і відпущений. На його захист виступав архієпископ Зальцбурга Андреас Рорахер, оскільки Шеель здав місто без бою і це дозволило уникнути його повного руйнування. Потім переїхав до Гамбурга, де працював в порту і в 1949 році лікарем в госпіталі. З лютого 1954 по 8 квітня 1977 року займався приватною лікарською практикою. Помер 25 березня 1979 року.

## Звання

### СА
- Манн (1 жовтня 1930)
- Штурмфюрер санітарних частини (1932)
- Обертруппфюрер (1933)
- Штурмфюрер (1934)

### СС
- Унтерштурмфюрер (15 вересня 1934)
- Оберштурмфюрер (20 квітня 1935)
- Гауптштурмфюрер (30 січня 1936)
- Штурмбаннфюрер (20 квітня 1936)
- Оберштурмбаннфюрер (9 листопада 1936)
- Штандартенфюрер (30 січня 1937)
- Оберфюрер (20 квітня 1938)
- Бригадефюрер (20 квітня 1941)
- Группенфюрер з правом носіння форми генерал-лейтенанта поліції (21 червня 1942)
- Обергруппенфюрер (1 серпня 1944)
- Генерал поліції (1 вересня 1944)

### НСДАП
- Райхсамтсляйтер (6 листопада 1936)
- Райхсгауптамтсляйтер (24 квітня 1937)
- Обердінстляйтер (20 квітня 1940)
- Гауляйтер (18 листопада 1941)

## Нагороди
- Медаль «У пам'ять 13 березня 1938 року»
- Медаль «У пам'ять 1 жовтня 1938» із застібкою «Празький град»
- Орден Корони Італії, великий офіцерський хрест
- Хрест Воєнних заслуг 2-го і 1-го класу з мечами

### Нагороди НСДАП
- Золотий почесний знак Гітлер'югенду з дубовим листям
- Золотий партійний знак НСДАП
- Медаль «За вислугу років у НСДАП» в бронзі та сріблі (15 років)

### Нагороди СС
- Почесний кут старих бійців
- Кільце «Мертва голова»
- Почесна шпага рейхсфюрера СС
- Медаль «За вислугу років у СС» 4-го і 3-го ступеня (8 років)